# Estación de Barakaldo (Metro de Bilbao)
Para la estación homónima servida por Renfe Cercanías, véase Estación de Desierto-Baracaldo.
Barakaldo es una estación subterránea de la línea 2 del Metro de Bilbao, situada en el centro de Baracaldo, e inaugurada el 13 de abril del 2002. Su tarifa corresponde a la zona 2. 
La estación cuenta con tres accesos por escaleras mecánicas y un acceso por ascensor.

## Accesos
- C/ Los Fueros, 18 (salida Fueros)
- Avda. Euskadi, 1 (Palacio de Justicia) (salida Avda. Euskadi)
- C/ Elkano, 21 (salida Elkano)
- Avda. de la Libertad, 2

### Accesos nocturnos
- C/ Los Fueros, 18 (salida Fueros)
- Avda. de la Libertad, 2

## Conexiones
- Bizkaibus